# セドヘプツロース-1,7-ビスホスファターゼ
セドヘプツロース-1,7-ビスホスファターゼ（英語: sedoheptulose-1,7-bisphosphatase）とは、セドヘプツロース-1,7-ビスリン酸の1位のリン酸を外すリン酸除去酵素の一種である。
葉緑体のストロマ内で行われるカルビン・ベンソン回路では、セドヘプツロース-1,7-ビスリン酸の1位の炭素に結合したリン酸を除去する反応を触媒する。

## カルビン・ベンソン回路
カルビン・ベンソン回路では、セドヘプツロース-1,7-ビスリン酸ホスファターゼはこの反応を触媒する。
セドヘプツロース-1,7-ビスリン酸  →  セドヘプツロース7リン酸
この時、セドヘプツロース-1,7-ビスリン酸の1位の炭素に結合したリン酸を外し、セドヘプツロース-7-リン酸に変換させる。
還元型ニコチンアミドアデニンジヌクレオチドリン酸（NADPH）を作るホスホグルコン酸回路（ペントースリン酸経路）では、キシルロース-5-リン酸（xu5p）とリボース-5-リン酸（R5P）の反応で、セドヘプツロース-7-リン酸が生成するが、セドヘプツロース-1,7-ビスリン酸を生成する事無く、合成・分解反応でフルクトース-6-リン酸（F6P）とエリトロース-4-リン酸（E4P）になるため、セドヘプツロース-1,7-ビスリン酸ホスファターゼは、この経路には登場しない